# Nigramma perlignealis
Nigramma perlignealis là một loài bướm đêm trong họ Noctuidae.